# Istituto Tecnico Tecnologico Girolamo e Margherita Montani
L'Istituto Tecnico Tecnologico "G. e M. Montani" è un istituto di istruzione secondaria di secondo grado di Fermo, fu istituito nel 1854 come Opera pia del conte Girolamo Montani.

## Storia
Il regio istituto tecnico industriale di Fermo sorse nel 1854 come Opera pia grazie a un lascito testamentario del conte Girolamo Montani. L'Opera pia immediatamente dopo l'Unità si trasformò in scuola di Arti e Mestieri per le Marche grazie all'interessamento del sindaco di Fermo Ignazio Trevisani e dell'architetto Giovanbattista Carducci. Nel 1863, per portare la scuola
a livelli d'avanguardia in campo nazionale nell'ambito dell'istruzione tecnica, fu chiamato a dirigerla l'ingegnere Ippolito Langlois, proveniente dal Conservatoire national des arts et métiers di Parigi e allievo di Arthur Morin. Egli trapiantò a Fermo i metodi delle “Écoles d'Arts et Métiers” francesi e nel 1884 trasformò la scuola in regio istituto industriale. Tra i docenti illustri dell'istituto si ricorda il fisico Giovanni Giorgi a cui si deve un progetto di nuove Officine, in realtà mai realizzate, e il matematico Ciamberlini.
Tra gli allievi illustri, Giuseppe Benelli, fondatore nel 1911 della Benelli Moto e negli anni settanta della Benelli Armi.
Altra persona illustre che ha frequentato questo istituto è stato Giuseppe Sacconi, architetto noto soprattutto per essere stato il progettista del Vittoriano a Roma e, più recentemente, i Guzzini (sia Pierino e Mariano che i figli Giovanni e Raimondo), fondatori di una industria leader a livello mondiale nel settore dell'illuminotecnica e arredamento, nonché Aristide Merloni (Industrie Merloni di Fabriano), Adriano Cecchetti (Industrie Cecchetti di Civitanova, ex SGI), Mario Clementoni e il figlio (industria di giocattoli), e tanti altri noti industriali italiani.

### Inchieste giudiziarie
Il 14 maggio 2018 a seguito del crollo del tetto di un'aula, fortunatamente prima dell'inizio delle lezioni, vengono posti i sigilli all'aula coinvolta, a quella adiacente e al corridoio, la Procura di Fermo ha aperto un'inchiesta contro ignoti.
Il 30 novembre 2018 l'intero triennio viene posto sotto sequestro su disposizione dell'autorità giudiziaria a seguito dell'inchiesta sul crollo del tetto del 14 maggio 2018.
Il 5 gennaio 2019 viene dissequestrata l'ala est dell'istituto, cioè tutta la parte costruita in cemento armato, che comprende diversi laboratori.
All'inizio dell'anno scolastico 2024/25, ultimati i lavori di rinnovazione strutturale, parte del plesso del triennio è tornata ad ospitare gli studenti.

## Struttura
1 Biennio
2 Triennio
3 Officine
4 Convitto
5 Palestra
6 MITI
7 Sezione Informatica e Telecomunicazioni
8 Sezione Agraria

### Biennio
L'edificio del biennio si sviluppa su 5 piani, comprende più di 30 aule per le lezioni, 12 laboratori, un'aula video, un'aula multimediale e un'aula magna.

### Triennio
La struttura del triennio è situata proprio di fronte al Primo Biennio ed è accessibile da tre entrate. Sono presenti 22 aule per le normali lezioni e di 14 laboratori avanzati.
L'edificio comprende due dei sei indirizzi dell'istituto: elettronica ed elettrotecnica e informatica e telecomunicazioni.

### Officine
Le officine del Montani sono adiacenti al triennio e al suo interno, su due edifici distinti, sono dislocati tre dei sei indirizzi dell'istituto: chimica, materiali e biotecnologie (edificio uno); meccanica, meccatronica ed energia; trasporti e logistica (edificio due).

### Convitto
L'edificio del convitto è adiacente alla sede delle officine. Comprende 120 posti letto, 5 aule adibite allo studio, una biblioteca, un'aula multimediale, una sala TV, una sala giochi, una sala mensa e un teatrino con più di 300 posti.

### Palestra
La palestra del Montani è situata a circa 400 metri dal triennio. Ha un'estensione di oltre 600 m², tanto che può ospitare fino a 4 classi contemporaneamente.

### MITI
Il MITI (Museo dell'Innovazione e della Tecnica Industriale) è il museo dell'istituto, raccoglie la storia dell'istituto.